# 植田壮一郎
植田 壯一郎（うえた そういちろう、1956年〈昭和31年〉2月6日 - ）は、日本の政治家。高知県室戸市長（2期）。元高知県議会議員（5回）、室戸市議会議員（2期）。

## 来歴
高知県佐喜浜町（現・室戸市）生まれ。室戸市立佐喜浜小学校、室戸市立佐喜浜中学校、高知県立高知農業高等学校、東京農業大学農学部卒業。
1983年（昭和58年）、室戸市議会議員に初当選。市議を2期務めたのち、1991年（平成3年）の高知県議会議員選挙に立候補し初当選を果たす。県議時代は自由民主党に所属。2011年（平成23年）の県議選は無所属で立候補し、自民党公認の元参議院議員秘書の弘田兼一に敗れ落選。
その後、一般社団法人室戸市観光協会会長を務める。室戸市長選挙に立候補するため2018年（平成30年）2月8日に同会長を辞職。同年3月10日、市長選へ立候補する意向を表明。11月18日に行われた市長選で、小松幹侍市長の後継指名を受けた久保田浩、自民党高知県連と公明党高知県本部の推薦を受けた元市職員の萩野義興、元東洋町長の沢山保太郎らを破り初当選を果たした。12月4日、市長就任。

## 人物
元大相撲力士で大関の朝潮（後の7代高砂親方）こと長岡末弘とは佐喜浜小学校では同級生であった。2023年11月に長岡が死去したことに際して、「室戸の名前を全国にとどろかせた誇れる同級生。非常に残念です」とコメントしている。